# جادوونیک
جادوونیک (به صربی: Jadovnik) یک رشته‌کوه در صربستان است که در پریژپولجه واقع شده‌است. جادوونیک ۱٬۷۳۴ متر بالاتر از سطح دریا واقع شده‌است.